# 彝海镇
彝海镇，原为彝海乡，是中华人民共和国四川省凉山彝族自治州冕宁县下辖的一个乡镇级行政单位。2019年12月，撤销拖乌乡和曹古乡，将其所属行政区域划归彝海镇管辖。

## 行政区划
彝海镇下辖以下地区：
彝海村、大盐井村和勒帕村。